# Ордосно
Ордосно или Турно — озеро в Куньинской волости Куньинского района Псковской области. По южному побережью проходит граница с Усвятским районом.
Площадь — 5,1 км² (506,0 га; с островами — 5,3 км² или 527,0 га). Максимальная глубина — 6,7 м, средняя глубина — 3,2 м. Имеется 6 островов общей площадью 21 га.
На берегу озера расположены деревни: Спичино, Быково, Токарево, Григоркино, Шестаково Куньинского района, а также деревня Турное Усвятского района.
Проточное. В озеро с севера впадает и с юга вытекает река Усвяча, приток реки Западная Двина.
Тип озера лещово-судачий. Массовые виды рыб: щука, плотва, окунь, лещ, судак, густера, синец, красноперка, уклея, ерш, язь, налим, пескарь, вьюн, щиповка, карась, линь; раки (единично).
Для озера характерно: отлогие и низкие берега с небольшими заболоченными участками, прибрежные луга, огороды, мелколесье, болото, неровное дно (песчано-каменистые нальи, ямы), в центре — ил, заиленный песок, камни, в литорали — песок, песок с галькой, камни; есть береговые ключи.
Код водного объекта в государственном водном реестре — 01020000411199000000340.